# 熱海町長橋
熱海町長橋（あたみまち ながはし）は、福島県郡山市の大字である。郵便番号は963-1307。

## 地理
郡山市北西部の熱海地区に属する。西から北にかけ熱海町安子島、東で熱海町上伊豆島、南で逢瀬町夏出、南東で待池台、南東及び南西で逢瀬町河内とそれぞれ隣接する。概ね町村制施行以前の安積郡長橋村の流れを汲む地域である。一級水系阿武隈川水系藤田川中上流域および左岸支流の後庵川左岸域を主な範囲とする。南東端部では川沿いの平地に水田が広がり、藤田川南側の高台や北側の山裾に集落が位置する。その他は西の額取山へ続く広大な山林が占める。南東端の高台の一部は郡山西部第二工業団地西側に隣接する郡山ウエストソフトパークの造成に伴い待池台の一部として分離された。熱海町熱海一丁目に所在する郡山北警察署熱海駐在所及び熱海町熱海二丁目に所在する郡山消防署熱海分署がそれぞれ管轄にあたる。

### 主な字
字
- 光明段
- 向原
- 東原
- 反田
- 竹ノ下
- 舘

- 植松
- 五十内
- 車屋
- 井戸沢
- 南浦
- 元前田

- 一ノ関
- 後庵
- 後庵向
- 大穴
- 反田山
- 大松

### 河川・湖沼
一級水系阿武隈川水系
- 藤田川
  - 後庵川

## 歴史
- 1879年1月27日 - 二本松藩領長橋村が福島県内における郡区町村制の施行により安積郡の村となる。
- 1889年4月1日 - 町村制の施行により長橋村が上伊豆島村、下伊豆島村、安子島村と合併し安積郡丸守村が発足する。旧長橋村域は丸守村の大字となる。
- 1954年9月1日 - 丸守村が熱海町と合併し、熱海町の大字となる。
- 1965年5月1日 - 熱海町が郡山市、安積郡富久山町、日和田町、田村町、安積町、喜久田村、逢瀬村、片平村、三穂田村、湖南村と合併し新たな郡山市が設立され、郡山市の大字となる。

## 世帯数と人口
2024年1月1日現在の世帯数と人口は以下の通りである。
| 大字       | 世帯数  | 人口  |
| ---------- | ------- | ----- |
| 熱海町長橋 | 102世帯 | 215人 |

## 小・中学校の学区
市立小・中学校に通う場合、学区は以下の通りとなる。
| 番地           | 小学校                 | 中学校             |
| -------------- | ---------------------- | ------------------ |
| 南浦           | 郡山市立片平小学校     | 郡山市立片平中学校 |
| 上記を除く全域 | 郡山市立上伊豆島小学校 | 郡山市立熱海中学校 |

## 交通

### 道路
- 福島県道29号長沼喜久田線
- 一級市道11号片平町安子島線

## 施設
- 本郷館跡
- 地蔵堂（後庵）
- 長橋の種まき桜